# Ariel Zilber
Ariel Zilber sau Ariel Silber (în ebraică, n. 22 septembrie 1943) este un cântăreț, compozitor și cantautor israelian de muzică ușoară.
După ce a activat în formația de rock Tamuz a făcut o carieră apreciată de solist vocal și cantautor, în cadrul căreia a interpretat cântece ebraice (zemer ivri) în stil rock, pop, hip hop, și world music de inspirație arabă și etiopiană.

## Biografie

### Copilărie și tinerețe

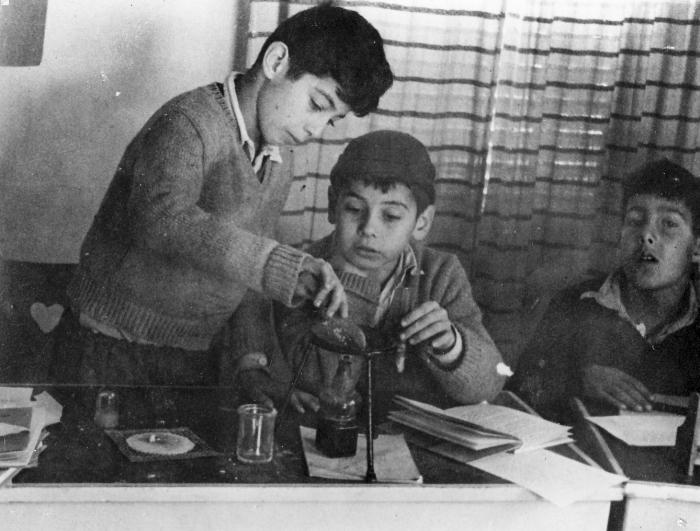
Ariel Zilber (în stânga) în copilărie în 1953 în kibuțul Gan Shmuel

Zilber s-a născut in 1943 la Tel Aviv, în Palestina sub mandat britanic,ca fiu al cântăreței Bracha Tzfira, care provenea dintr-o familie de evrei iemeniți, și al violonistului Ben Ami Silber, membru al Filarmonicii palestiniene din Tel Aviv (azi Filarmonica israeliană) Bunicul său patern, Arie Zilber, a fost un pictor evreu din Letonia, care s-a numărat printre fondatorii orașului Tel Aviv. Cântăreața Naama Nardi îi este soră vitregă, din căsătoria mamei sale cu compozitorul Nahum Nardi.   
La cinci ani Ariel a fost trimis să locuiască în kibuțul Gan Shmuel și a fost readus în casa părintească abia la 16 ani. Și sora lui a locuit mulți ani în kibuțuri și nu a crescut la părinți.
Zilber a fost trimis apoi la internatul Hadasim, dar a fost exmatriculat după ce explodat în camera sa o muniție pe care o găsise. În acea explozie și-a pierdut laba unui picior.

### Începutul carierei muzicale
Zilber și-a început studiile muzicale cu dr Tzvi Keren de la Academia de muzică din Tel Aviv. A învățat să cânte la pian și la alte instrumente.
În 1964 a plecat în Anglia, apoi din 1968 în Franța, unde s-a bucurat de succes compunând muzică pentru reclame. În Franța a compus cântece pentru cuplul Avi și Esther Ofarim care era atunci în plină ascensiune . Haofarim au înregistrat două din cântecele lui Zilber:"Let’s Try" și "Purple Eyes". 
Apoi Zilber a compus pentru cântăreața franceză Françoise Hardy cântecul Les doigts dans la porte (1969) iar pentru Régine: "Sur le toboggan" (1970) (șlagăr cunoscut ulterior în Israel ca Betty Bam).
În 1971 a scris cântece pentru trioul Hagashash Ha'ivér, pentruTiki Dayan, Ilana Rovina, și a scris banda sonoră a filmului Unde a dispărut Daniel Wachs? în regia lui Avraham Haffner, în care au apărut pentru prima dată cântecul său Agadá yapanit (Basm japonez) și încă un număr de cântece care în 1976 au fost incluse în primul său disc.
În 1971 artistul a înregistrat în premieră în Franța o dischetă conținând două cântece: "Movie Instead" și When It"s Time. Discheta nu a obtinut succesul scontat, dar în Israel cântecul Movie instead, un rock mai sălbatic decât cel obișnuit pe atunci în țară, a avut succes în topul șlagărelor străine. În Israel a publicat și un single cu cântecul Shemesh, shemesh (Soare, soare).În 1973 a revenit în patrie, după ce a înregistrat și apoi a abandonat un album înregistrat în engleză.

### Formațiile Tamuz și Brosh
În 1974 Zilber s-a alăturat formației Tamuz, în cadrul căreia a interpretat mai multe numere pe care le-a compus singur:
Kakha ar ratzit oti, Holekh batel, și împreună cu Shalom Hanokh:
Sof onat hatapuzim.
În 1976, în urma unor certuri între membrii formației, precum și în urma marelui succes pe care l-a avut cu șlagărul Rutzi, Shmulik... (textul și muzica de Shmuel Czyzik) care nu fusese acceptat de ceilalți membri ai formatiei, Zilber a părăsit-o și a plecat într-un scurt turneu.
În acel an a lansat primul sau album intitulat Ariel Zilber, devenit ulterior, în 1989, compact disc sub numele Rutzi, Shmulik...care s-a bucurat de un mare succes.
 
Zilber a devenit cântărețul anului, iar Rutzi Shmulik- cântecul anului la Parada anuală a șlagărelor ebraice a canalului de radio Ghimel.
Albumul a cuprins și alte șlagăre, precum Shemesh shemesh, și Beti Bam.
Apoi Zilber a întemeiat fomația Brosh (după numele cântecului pe care l-a compus Brosh, adică Chiparos) și cu ea a înregistrat un al doilea album Ariel Zilber velehakat Brosh, (1978)
. Intre numerele albumului figurau Ten li koakh, cu care s-a prezentat la Festivalul Cântecului și șlagărului israelian, de asemenea, o versiune lungă a lui Shemesh,shemesh, Isreelim matzhikim (Israelieni hazoși)  din filmul de farse cu același nume și o versiune nouă a cântecului Ahavá shketá al formației Tamuz.

### Retragerea din viața publică și revenirea
După un timp, Zilber s-a retras din activitatea muzicală pentru a se retrage la țară și a lucra într-o pepinieră de plante. Din când în când a compus cântece de reclamă (Tzarikh pais bahaim - pentru loteria națională, și pentru lame de ras Perma Sharp) de asemenea a cântat la festivaluri pentru copii.  
În 1983 s-a întors pe scenă, înregistrând un cântec al lui Shmuel Czizik - Bahevrá lehaganat hatèva -, care a devenit un mare hit, alături de cântecele Hine anu meyoashim, Ani shokhev li al hagav (de Yaakov Rotblit și Ghideon Elran), Hatimhoní, (pe muzică a formației germane baff!) etc.  
Acestea au fost incluse într-un mini-album Ariel Zilber, care a fost lansat în acel an. În ciuda succesului, Zilber s-a retras iarăși, în așezarea de tip „mitzpe” Matat din Galileea și, din când în când a apărut în fața publicului, în mai multe ocazii - una dintre ele, un concert de reîntâlnire a formației Tamuz, și cu lansarea unor cântece noi pentru trioul Hagashash Ha'iver în spectacolul acestora „Pentru un pumn de dolari”, care a inclus și un scheci muzical scris de Yonatan Ghefen și Zilber, sub numele de „Festival al cântecelor de depresie”. În acea perioadă Zilber a mai compus pentru ansamblul militar Nahal cântecul Sarit Hasaparit, iar pentru solista Gali Atari două noi cântece de succes, pe texte de Rahel Shapira  - „Esmeralda” și „Nepal”.
În 1987 Zilber a editat un disc intitulat Zeev boded bayaar, pe texte scrise în comun cu Zeev Tene.
În 1989 a înregistrat albumul Ba-da-di-dia cuprinzând patru cântece postume ale lui Shmuel Czizik  - între care Sipur ahava și Leolam.
Șlagărele discului au fost Veeikh shelò și Miliard sinim (Un miliard de chinezi), versiune ebraică de Yonatan Ghefen a cântecului Et Moi et Moi et Moi, interpretat în anii 1960 de cântărețul francez Jacques Dutronc. La clipul cu acest cântec realizat la emisiunea de varietăți TV Sibá limesibá au luat parte și actrița Rivka Michaeli și omul de radio și televiziune Gabi Gazit. O altă creație a lui Zilber a fost în acea perioadă cântecul Iesh li milim, care a apărut în album cu mult după difuzarea la radio și a pierdut din interesul publicului. În acel an a murit Bracha Tzfira, mama artistului. Pregătirile pentru un nou concert nu au izbutit și Zilber s-a concentrat apoi în compoziții destinate unor alti soliști vocali.

### Anii 1990
În 1990 compania de discuri Haifa a publicat o primă colecție de discuri compact cu cântecele din al doilea disc al său cu formația Brosh.
În 1991 a lansat albumul Shevuáyim be'ir zará. În cadrul acestuia, Zilber a cântat Lehitraot bamabul habá  (Ozon dance), cântec de protest cu subiect ecologic, unul din primele cântece rap în limba ebraică. 
Și în acest caz a trecut un an de la difuzare la radio și până la lansarea albumului ,ceea ce a lovit în vânzări. Zilber si-a exprimat neîncrederea în casele de discuri.
Albumul a inclus de asemenea cântecele Vayhi erev vayhi boker pe muzică și aranjament de el și de Nahum Perperkovici, și pe cuvinte de Ehud Manor, și pe care l-a înregistrat cu ansamblul armatei în cursul chetei radiofonice Sherutrom pentru soldați în 1990. 
În 1992 Zilber a fost invitatul emisiunii TV pentru copii Mesibat Gan.
La scurt timp după aceea a anunțat că nu mai este interesat în muzica rock și a început să lucreze la un nou album Masakh ashan, care a fost lansat abia după 7 ani de lucru, în 1999. El a cuprins muzică arabă și israeliană originală și șlagărele Hayú, Masakh ashan și Nina și a fost apreciat de critică. 
În 1993 a fost invitat la inaugurarea emisiunii TV pentru copii Parpar nehmad și a realizat o casetă Olam yafè yotér, bazată pe șlagărele sale.
În 1996 a jucat în filmul regizorului Igal Burstein Osher lelò gvul, 
în rolul unei ipostaze moderne a filozofului Baruch Spinoza, locuitor al unui bloc din orașul Holon.

### După anul 2000
În 2001 a apărut al doilea  album  antologic al lui Zilber Lalehet imkhá, care a conținut cântece rare, cântece cunoscute în trecut, și două cântece noi - Lalehet imkhá pe text de Yaakov Orland, și Anahnu makirim otkhá pe text de Ehud Manor. Colecția nu a cuprins marile sale șlagăre și de aceea, a fost primită cu reacții mixte, dar a fost, până la urmă, o reușită. 
În același an a mai publicat un prim single din proiectul Toldot Hamaiym - Cântece pentru alții de Dani Sanderson, Bediavad , cântat de Zilber însuși, și care a reușit la parada șlagărelor.
În 2005 a ieșit la lumină al șaptelea album al său - Anabel, care a cuprins cântece de dragoste și de cuplu inspirate de muzica etiopiană, împreună cu cântece cu subiect politic, reînnoirea unor cântece de protest ale lui Naomi Shemer (Karish) și Bob Dylan.
Zilber a parcurs începând din anul 2004 un proces de pocăință religioasă, aderând la hasidismul Habad.S-a exprimat ca protestatar de dreapta împotriva evacuării cu forța a așezărilor israeliene din Fâșia Gaza în 2005 și în solidaritate cu locuitorii evrei de acolo s-a stabilit o vreme la Elei Sinai, în zona Gush Katif, care in cele din urmă, a fost abandonată de Israel. S-a pronunțat în favoarea așezării de evrei pe pământuri disponibile, printre localitățile arabe din Iudeea și Samaria, în anii 2020 s-a ridicat împotriva guvernului de coaliție de dreapta-centru-stânga condus de Naftali Bennett Yair Lapid și Beni Gantz, a înregistrat cântece propagandistice în spiritul taberei de dreapta și de extremă dreapta.  Zilber susținut că „deconectarea” Israelului de Fâșia Gaza a fost aceea care l-a convins să se întoarcă la credința religioasă.
În 2008 a publicat albumul Politically Corect compus din cântece de protest (Yehudi lo megaresh yehudi, Hagherush, Yesh din veyesh dayan etc).Distribuitorii de discuri au refuzat să difuzeze discul în magazine, și atunci artistul l-a vândut prin saitul său propriu pe internet.

### Al doilea deceniu al secolului al XX-lea

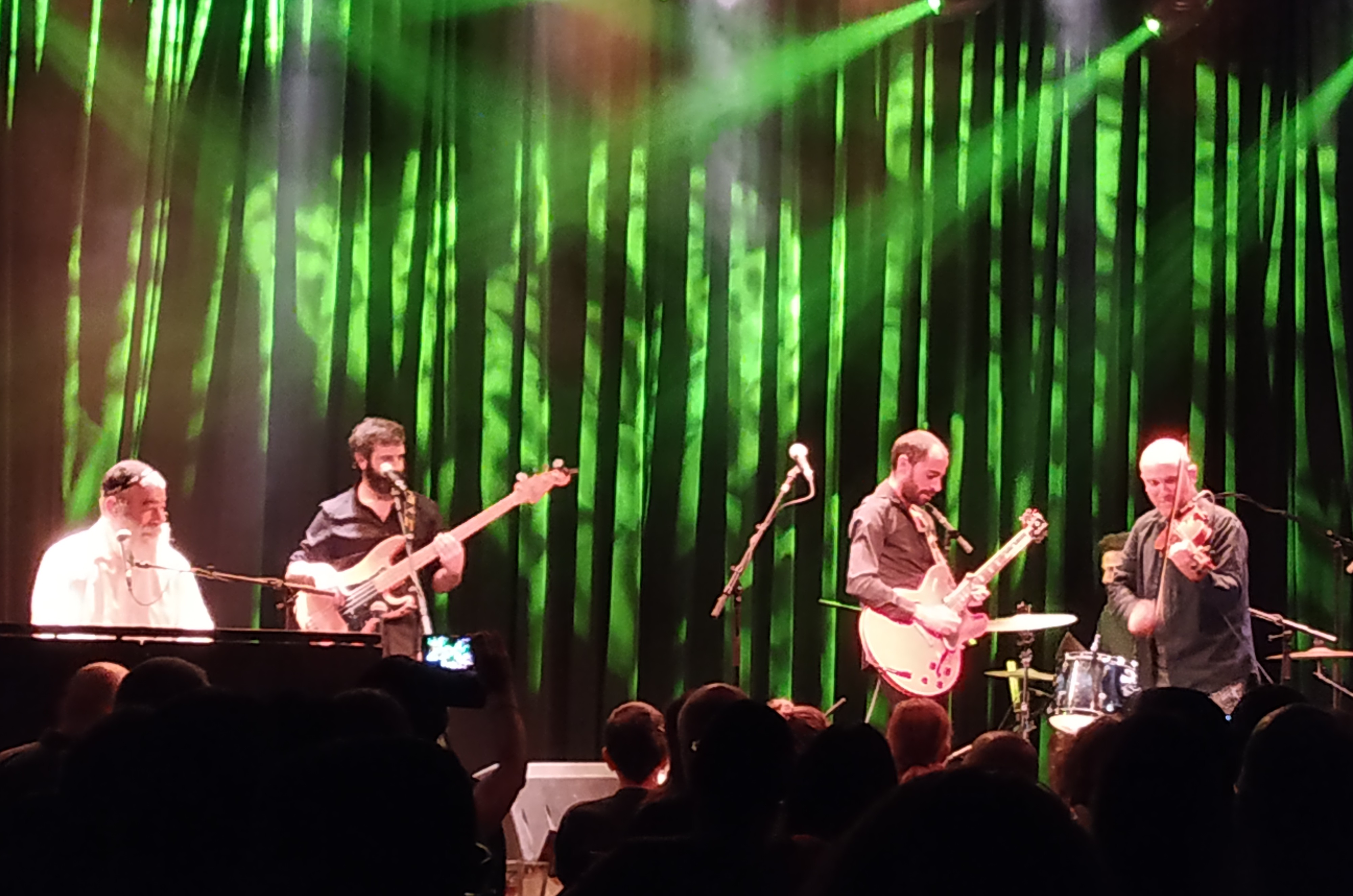
Ariel Zilber în concert la clubul Zappa din Herzliya în 2018

La începutul anului 2011 a semnat un contract cu compania de difuzare de discuri Hatav Hashmini. În același an a colaborat la un film documentar denumit Ani vahazilber (Eu și Zilberul) în regia fiului său, muzician și el, Royi Zilber, și dedicat relațiilor dintre ei. 
În același an Zilber a câștigat arbitrajul în litigiul cu formația de rap Dag Nahash. S-a acceptat plângerea sa, după care cântecul Ma naasè al lui Dag Nahash se baza pe cântecul său, Veeikh shelo. Formația a fost obligată să-i plătească despăgubiri în valoare de 100.000 shekeli și să-și retragă cântecul din stațiile de radio.
În 2013 a lansat al nouălea album Haatalef vehatarnegol cu zece cântece compuse de el și alte patru scrise de rabinul Itzhak Ginzburg (cunoscut pentru pozițiile lui radicale de dreapta) pe cuvinte originale sau din patrimoniul iudaic.
În 2015 Zilber a editat un disc single Leán pantá ahavaténu, produs de Dani Kark (Filoni) și care a intrat în paradele șlagărelor.
În 2017 împreună cu corul religios evreiesc Yedidim a lansat un nou disc single Refaenu haShem . Zilber a început să participe anual la evenimentele Tzmeá ale Săptămânii Hasidismului la Ierusalim. A înregistrat un număr de nigunim ale hasidimilor Habad, între care: Ufaratzta  si Utzu etza.
În 2019 a lansat albumul Besimhá.

### În al treilea deceniu al secolului XXI
În 2020 a compus cântecul Hu haya omér, pe text din tratatul Avot din Mișna 
În februarie 2021 a compus textul la cântecul Maklot bagalgalim pe muzica lui Ghideon Elran. În martie 2021 a compus Ghivat Koah, pe text de Avraham Gurevicz.
În octombrie a cântat cu formația Brosh reunită, la festivalul Curmalului și în perimetrul denumit Kav Harakía (Linia orizontului) de lângă Tel Aviv.

## Viața privată
De la prima sa soție, Meira, Zilber are un fiu.
În 1984 s-a căsătorit a doua oară, cu Shoshana Kalo, fiica poetului și gânditorului mistic Shlomo Kalo. Cuplul a avut trei copii.
Sotii Zilber s-au mutat din Galileea lângă fiica lor, la est de Muntii Samariei, în Valea Iordanului, în moșavul Ghitit. 
În septembrie 2023 soția artistului, Shoshanna, a decedat în urma unei boli prelungite.

## Omagii
- 2014 - La împlinirea vârstei de 70 ani, Premiul ACUM (Asociația Autorilor, Compozitorilor si a Editorilor muzical din Israel) pentru contribuțiile sale muzicale.

Inițial, premiul trebuia să onoreze întreaga sa activitate de o viață, dar din cauza vederilor sale politice, unele foarte de dreapta, care și-au găsit expresia și în unele cântece, formularea motivelor premierii a fost schimbată.
- 2016 - Premiul pentru întreaga sa activitate de o viață din partea EMI - Asociația Artiștilor israelieni.

## Discografie

### Albume
- 1976  "Ariel Zilber",  (discul compact a fost numit Rutzi, Shmulik... dupa cântecul cu acelasi nume)
- 1978 "Ariel Zilber și formația Brosh",
- 1983 "Ariel Zilber",
- 1989 "Ba-da-di-dia",
- 1991   "Shvuáyim beyir zará",  (Două săptămâni într-un oraș străin)
- 1999 Masakh ashan  (Ecran de fum)
- 2005 "Anabel",
- 2008 "Politically corect",
- 2013 "Haatalef vehatarnegol ",  (Liliacul și cocoșul)
- 2016 "Míshehu",  (Cineva)
- 2019 "Besimhá", (Cu bucurie)

### Albume live
- 1993 - Behofaá    (Live)

### Albume colecție
- 2001 - Lalekhet imakh (Să merg cu tine)
- 2013 - Ariel Zilber - Hameitav (Selecție)

### Alte inregistrări
- 2001 - Toldot Hamayim - Shirim leaherim (Istoria apei - cântece pentru alții) - cântece de Dani Sanderson
- 2000 - Im hagav layam (Cu spatele la mare) -pe texte de Meir Ariel
- 2005 - Meir Ariel - hamesh shanim  (Meir Ariel - cinci ani)

### Cu formația Tamuz
- 1976 - "Sof onat hatapuzim", (Sfârșitul sezonului portocalelor)

### Discuri single, cântece politice si propagandistice
2017 Leharim et harosh -(Să ridicăm capul) cântec în favoarea soldatului Elior Azaria 2018 - Kvish 5 (Șoseaua 5)   - cântec al Consiliului regional Samaria  - cu corul de copii  Aley zahav 2019 -  Anahnu makirim otkha ,(Noi te cunoaștem)- Az amar aher  (Atunci a spus altul) - cântec caricatural  - Binyamin yedid hashem (Beniamin, prietenul lui Dumnezeu) cântec în sprijinul lui Binyamin Netanyahu 2020 - Avarnu et far'o  (Am trecut de Faraon) împreună cu Uri Falk - reluare a cântecului lui Meir Ariel-  Retzon haam (Voința poporului)- cântec de protest contra sistemului juridic din Israel -Kohav mehavhev  (Stea pâlpâind) pe text de Yair Medina Halevi - Teref kal (Pradă ușoară)  - Hu haya omer  (El spunea)-  Maklot bagalgalim (Bețe în roate)- 2021 Ghivat Koakh  (Colina putere) 2022  Binyamin yedid hashem - cu Proyekt 315 - Ma ze ole lekha lahlom  ( Ce te costă să visezi) cu Yakir Sasson